# Alabama State Route 25
Die Alabama State Route 25 (kurz AL 25) ist eine in Nord-Süd-Richtung verlaufende State Route im US-Bundesstaat Alabama.
Die State Route beginnt an der Alabama State Route 5 nahe Pine Hill und endet nahe Rome am U.S. Highway 411. Ab Pine Hill verläuft die AL 25 zunächst in nördlicher Richtung und trifft bei Faunsdale den U.S. Highway 80. Nachdem die Straße den Ort Greensboro und die Kreuzung mit der Alabama State Route 69 passiert hat, führt sie in nordöstlicher Richtung zum Großraum von Birmingham, der größten Stadt Alabamas. In Centreville wird der U.S. Highway 82 gekreuzt. Auf dem Stadtgebiet von Calera trifft die State Route auf den U.S. Highway 31 und die Interstate 65. Zwischen Leeds und der Grenze zum Nachbarbundesstaat Georgia nutzt den Verlauf des US 411, wobei die AL 25 nicht auf den Verkehrsschildern ausgezeichnet ist. Auf diesem Abschnitt überschreitet die AL 25 die Interstates 20 und 759.